# Wilhelm VI (landgraf Hesji-Kassel)
Wilhelm VI zwany Sprawiedliwym (ur. 23 maja 1629 r. w Kassel, zm. 16 lipca 1663 r. w Haina) – landgraf Hesji-Kassel od 1637 r.

## Życiorys
Wilhelm był synem landgrafa Hesji-Kassel Wilhelma V i Amalii Elżbiety, córki hrabiego Hanau Filipa Ludwika II. Ponieważ w chwili śmierci ojca w 1637 r. był jedynym pozostałym przy życiu spośród jego synów, został księciem Hesji-Kassel. Wychowywany był początkowo przez matkę (która sprawowała rządy w jego imieniu), potem odbył Grand Tour po Francji i Niderlandach. W 1649 r. poślubił córkę margrabiego Brandenburgii Jerzego Wilhelma Hohenzollerna Jadwigę Zofię. W kolejnym roku objął faktyczny ster rządów w Hesji-Kassel.
Głównym celem Wilhelma było przywrócenie porządku i dobrobytu w bardzo zniszczonym w czasie wojny trzydziestoletniej księstwie. Prowadził w tym celu akcję osiedlania dawnych żołnierzy, wprowadził też zasady samoobrony przeciwko bandom plądrującym okolice. Wprowadził uregulowania dotyczące zasad wykonywania pracy najemnej, starał się przez politykę podatkową wspierać rolników odbudowujących gospodarstwa. Przykładał ogromną wagę do melioracji, ogłosił zasady racjonalnej gospodarki leśnej. Dbał o drogi i żeglugę rzeczną. Zorganizował własną pocztę. Zorganizował na nowo szkolnictwo i kościół w księstwie, m.in. doprowadził do ponownego rozpoczęcia działalności przez zamknięty w okresie wojny uniwersytet w Marburgu i starał się o odnowę duchowieństwa, szczególnie, że w jego rękach pozostawało szkolnictwo ludowe. Zreformował także wymiar sprawiedliwości.

## Rodzina
Żoną Wilhelma była Jadwiga Zofia (1623–1683), córka margrabiego Brandenburgii Jerzego Wilhelma Hohenzollerna. Z małżeństwa tego pochodziło siedmioro dzieci:
- Szarlotta Amalia (1650–1714), żona króla Danii Chrystiana V,
- Wilhelm VII (1651–1670), następca ojca jako landgraf Hesji-Kassel,
- Luiza (1652–1652),
- Karol I (1654–1730), następca brata Wilhelma jako landgraf Hesji-Kassel,
- Filip (1655–1721),
- Jerzy (1658–1675),
- Elżbieta Henrietta (1661–1683), żona margrabiego Brandenburgii i księcia Prus, późniejszego króla w Prusach Fryderyka I Hohenzollerna.